# Iapydes
Les Iapydes (en grec, "Ιάποδες"), aussi connus comme Iapodes, Iapudes, Giapides ou Japydes, étaient un peuple ancien de langue indo-européenne qui habitait l'intérieur de la région située à l'est de l'Adriatique, au nord du territoire des Liburniens et à l'est de la péninsule d'Istrie, dans le triangle compris entre les rivières Colapis (Kupa) et Oeneos (Una) et la chaîne de montagnes du Baebios (Alpes de Velebit), qui les séparait des Liburnes côtiers. Leur territoire couvrait donc l'arrière-pays de la Croatie moderne et la vallée de la rivière Una en Bosnie-Herzégovine.

## Histoire
La documentation archéologique confirme leur présence dans ces pays au moins depuis le IXe siècle av. J.-C. et pour plus d'un millénaire. Les documents anciens, cependant, sont plus pauvres sur eux que sur les populations côtières adjacentes (Liburniens, Dalmates, etc.) qui ont eu des contacts maritimes plus fréquents avec les anciens Grecs et Romains. Les Iapydes ont connu leur expansion territoriale maximale et l'apogée de leur développement entre les VIIIe et IVe siècles avant notre ère. Lorsqu'ils ont occupé la plupart des vallées montagneuses de l'intérieur entre le bassin de la Pannonie et la côte Adriatique, ils étaient en fréquent conflit avec les Liburnes au sud. Du point de vue ethnique, ils étaient un mélange de Celtes et d'Illyriens de Pannonie, avec un fort élément vénète[réf. nécessaire]. Ils ont été finalement complètement celtisés[réf. nécessaire].
La romanisation du pays des Iapydes commence avec la victoire de Caius Sempronius Tuditanus en 129 av. J.-C. Par la suite, les Iapydes se révoltent et sont définitivement soumis par Auguste lors de sa campagne en Illyrie.

## Muséologie
Voir les collections du Musée archéologique de Zagreb.